# Orthogrammica regulatrix
Orthogrammica regulatrix là một loài bướm đêm trong họ Noctuidae.